# Pae White

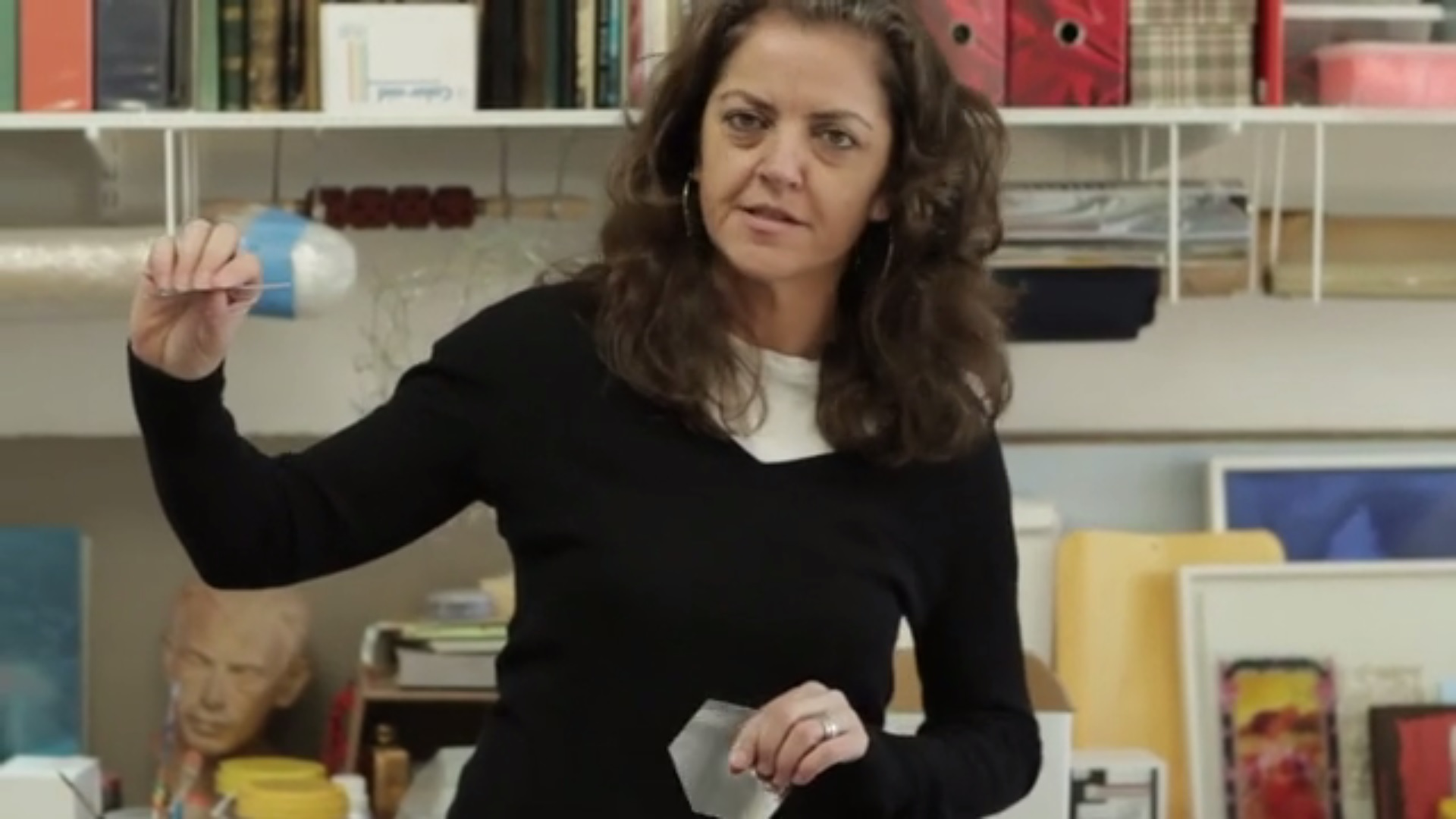
Pae White (2011)

Pae White (* 1963 in Pasadena) ist eine US-amerikanische Grafikdesignerin und Künstlerin. Sie lebt und arbeitet in Los Angeles, Kalifornien, USA.

## Biografie
Sie studierte zu Beginn der 1990er Jahre am Art Center College of Design in Pasadena, Kalifornien, USA.
Pae White erstellt Objekte, Skulpturen und Installationen. Die bekanntesten Arbeiten sind Mobiles aus ausgeschnittenen und bemalten Pappscheiben, Leder, Stoffen oder Schlangenhaut, die an vom Boden zur Decke gespannten Seilen aufgehängt sind. Whites Plexiglas-Arbeiten bestehen aus übereinandergelegten, mit Klebstoff fixierten Platten. Bei diesen Arbeiten, z. B. Pink Stage, 1995, wird der verklebte Stapel aus rotem Plexiglas von unten beleuchtet und wirft eine farbige Projektion an die Wand. In der Arbeit Copy Cat Lab, 1998 sind es Platten im Gelbton und beim Objekt Chat, 1998 ist es eine rotschimmernde Plexiglasplatte, mit Kupferfolie beklebt. Die bewusst unsaubere Verarbeitung des Klebers mit Luftblasen steht in Wechselwirkung zur geometrischen Grundform und zu dem Perfektionismus der Minimal-Art-Objekte von Donald Judd.
2020 wurde ihre bislang größte Skulptur, Fliegender Teppich, der Öffentlichkeit übergeben, nachdem der Flughafen Berlin Brandenburg eröffnet wurde. Er befindet sich im Hauptterminal.
White gestaltete auch Ausstellungskataloge für die Ausstellung der Sammlung Schürmann in der Kunsthalle der Hypo-Kulturstiftung in München 1995, mit Pardo zusammen gestaltete sie 1999 die Ausstellung „Global Fun – Kunst und Design von Mondrian, Gehry, Versace and Friends“ im Leverkusener Museum Schloss Morsbroich. Für die Ausstellung Kunst, Architektur und Design What If im Moderna Museet Stockholm entwarf sie den Katalog und kleinformatige Poster für jeden der 30 Künstler.

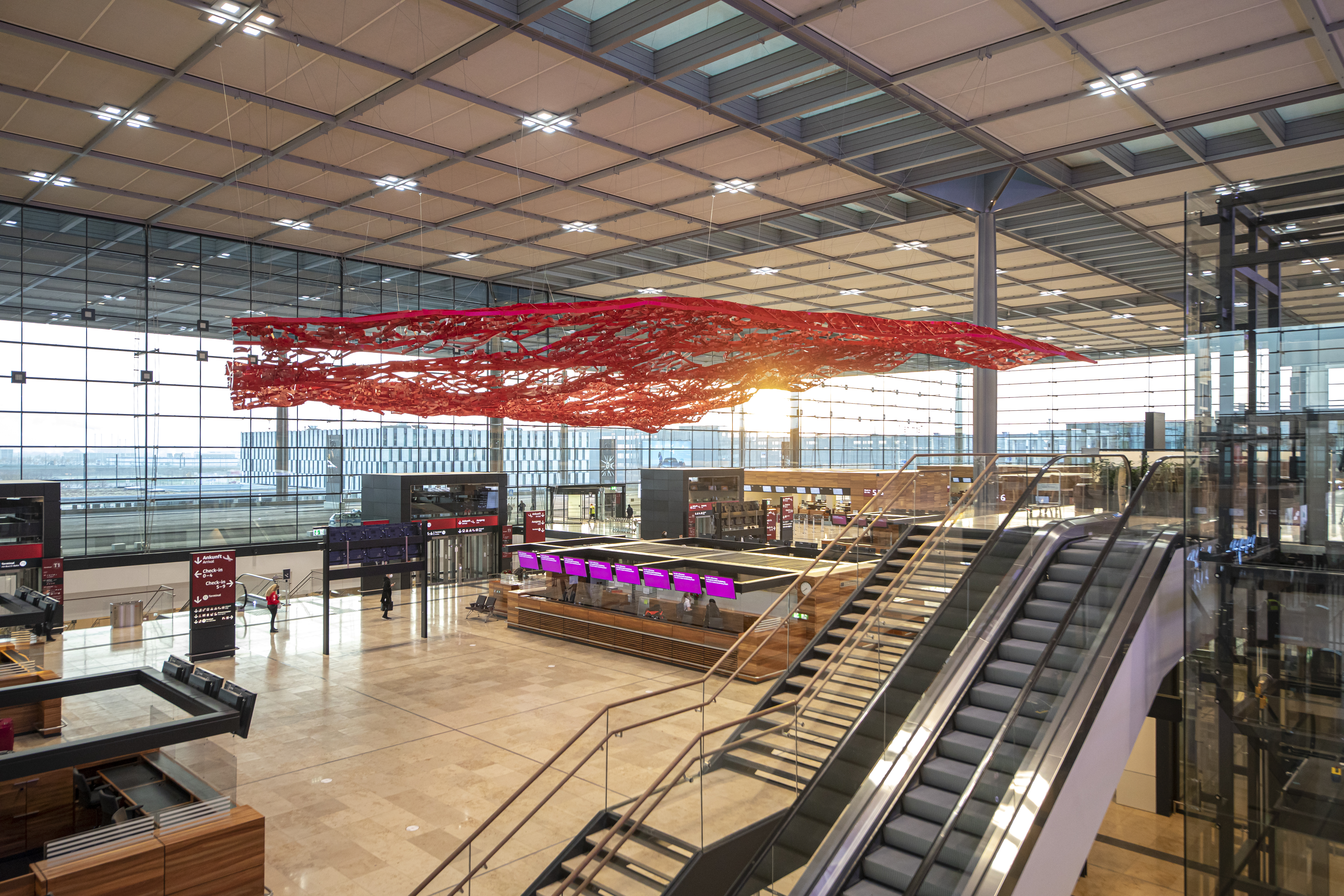
Abflughalle BER mit dem Fliegenden Teppich

## Ausstellungen (Auswahl)
- 1995: Summer Work, Shoshana Wayne, Gallery, Los Angeles (CA)
- 1997: Animal Flood, 1-20 Gallery, New York
- 1998: greengrassi, London
- 2000: China Art Objects Galleries, Los Angeles (CA)
- 2001: Thoughts on Owls by Men of Letters, Antiquariat Buchholz, Köln
- 2001: Galleria Francesca Kaufmann, Mailand
- 2001: neugerriemschneider, Berlin

- 2004: Hammer Museum, Los Angeles

- 2004: Solomon Guggenheim Museum in New York.
- 2007: Hirschhorn Museum, Washington
- 2011: Art Institute of Chicago, Chicago
- 2013: In Love with Tomorrow, Langen Foundation, Neuss[2]
- 2013: Orllegro, MAK – Österreichisches Museum für angewandte Kunst / Gegenwartskunst, Wien[3]
- 2017–2018: Spacemanship, Saarlandmuseum, Saarbrücken[4]

## Biennalen (Auswahl)
- 1997 International Biennial of Graphic Arts, Ljubljana, Slowenien
- 2003: Utopia Station bei der 50. Biennale in Venedig
- 2009: 53. Biennale in Venedig
- 2010: Whitney-Biennale in New York

## Gruppenausstellungen (Auswahl)
- 1998 Love at the End of a tunnel or Beginning of a Smart New Day, Center of Contemporary Art, Seattle (WA)
- 1999 What if, Moderna Museet, Stockholm
- 1999 Against Design, institute of Contemporary Art, Philadelphia (PA)
- 2000 Over- Unlimited Contemporary Art, Athen
- 2000 circles °3 Siverlake Crossings, ZKM Zentrum für Moderne Kunst und Medientechnologie, Karlsruhe